# O segredo de seus olhos (livro)
O segredo de olhos é um romance de 2005 escrito pelo autor argentino Eduardo Sacheri. A obra serviu de base para o roteiro do filme  de Juan José Campanella de 2009 O segredo de seus olhos , que recebeu o Oscar de melhor filme internacional em 2009.
Este romance é o primeiro publicado pelo autor, após vários contos, artigos e colunas, durante a década de 1990.  Foi reditado na Argentina por Alfaguara Ediciones em julho de 2009,  com o título 'La pregunta de sus ojos".
Sacheri aponta para as feridas abertas de um país assolado por uma ditadura militar extremamente cruel, em uma época em que direitos humanos e de cidadania foram suprimidos. Também é a história de um homem buscando justiça, lutando contra a burocracia e a impunidade. 

## Sinopse
No início da década de 1970, Benjamín Chaparro (narrador em primeira pessoa) trabalhava em um juizado criminal na cidade de Buenos Aires, quando um inquérito de homicídio - um crime hediondo de estupro e assassinato de uma jovem dona de casa – foi deixado a seu cargo para indicação e julgamento do(s) culpado(s). Todo o processo foi extremamente traumático e marcou profundamente todos os envolvidos. Trinta anos depois, já aposentado, o oficial procura desenvolver sua capacidade literária e planeja escrever  um romance. Buscando inspiração e argumentos, ele resolve voltar ao juizado em que havia trabalhado, mas as mesmas salas e corredores lhe fazem lembrar alguns dos momentos mais importantes e emblemáticos de sua vida: o crime, todos os detalhes sórdidos, os desdobramentos, a luta para fazer valer suas ações, e a história de seu amor secreto por uma colega. Um final inesperado e sensível aguarda o leitor.